# Andrea Centurione Pietrasanta
Andrea Centurione Chiariti (Génova, 1471 - Génova, 1546) foi o 53.º Doge da República de Génova.

## Biografia
Após assumir vários cargos pouco importantes na vida pública, foi nomeado procurador da República a partir de 1537 com Giovanni Battista Lercari, futuro Doge no biénio 1563–1565. A 4 de janeiro de 1543 ele sucedeu a Leonardo Cattaneo della Volta como Doge, o quinquagésimo terceiro na história da república genovesa e o oitavo após a reforma bienal.
Entre as obras mais importantes do seu mandato está certamente a reconstrução do farol de Génova durante 1543, com financiamento do Banco de São Jorge, seriamente danificada pelo bombardeio dos insurgentes genoveses contra a invasão francesa de 1513 durante o mandato do Doge Ottaviano Fregoso.
O seu cargo terminou a 4 de janeiro de 1545 com a nomeação do seu sucessor Giovanni Battista De Fornari. Ele morreu em Génova logo após o término do mandato, no decorrer de 1546. O seu corpo foi sepultado na igreja de Sant'Agostino.